# Rheocles sikorae
Rheocles sikorae is een straalvinnige vissensoort uit de familie van de bedotia's (Bedotiidae). De wetenschappelijke naam van de soort is voor het eerst geldig gepubliceerd in 1891 door Sauvage.
De soort is endemisch in Madagaskar.